# Diocèse de Goma
Le diocèse de Goma est une juridiction de l'Église catholique romaine au Nord-Kivu en République démocratique du Congo.

## Histoire
Le vicariat apostolique de Goma a été créé le 30 juin 1959 ; il devient diocèse de Goma dès le 10 novembre suivant.
Le diocèse compte actuellement 32 paroisses .

### Liste des évêques
- 1er mars 1960 - †7 septembre 1974: Joseph Mikararanga Busimba
  - 25 mars 1974 - 7 septembre 1974: Faustin Ngabu, évêque coadjuteur[2]
- 7 septembre 1974 - 18 mai 2010 :  Faustin Ngabu
- 18 mai 2010 - 23 avril 2019: Théophile Kaboy Ruboneka
- depuis le 23 avril 2019: Willy Ngumbi Ngengele, M. Afr, précédemment évêque de Kindu

## Statistiques
| année | nombre de baptisés | population | pourcentage | nombre total de prêtres | prêtres séculiers | prêtres réguliers | catholiques par prêtre | diacres | religieux | religieuses | paroisses |
| ----- | ------------------ | ---------- | ----------- | ----------------------- | ----------------- | ----------------- | ---------------------- | ------- | --------- | ----------- | --------- |
| 1969  | 216 364            | 832 893    | 26,0        | 64                      | 18                | 46                | 3380                   |         | 77        | 63          | 13        |
| 1980  | 313 862            | 1 164 022  | 27,0        | 59                      | 14                | 45                | 5319                   |         | 73        | 83          | 14        |
| 1990  | 581 758            | 1 545 855  | 37,6        | 91                      | 42                | 49                | 6392                   |         | 80        | 154         | 16        |
| 1997  | 639 345            | 1 634 494  | 39,1        | 88                      | 54                | 34                | 7265                   |         | 85        | 148         | 18        |
| 2002  | 676 574            | 1 944 572  | 34,8        | 78                      | 45                | 33                | 8674                   |         | 89        | 156         | 21        |
| 2004  | 795 210            | 2 039 000  | 39,0        | 101                     | 58                | 43                | 7873                   |         | 90        | 203         | 23        |
| 2006  | 795 210            | 2 039 000  | 39,0        | 105                     | 62                | 43                | 7573                   |         | 90        | 203         | 23        |
| 2013  | 875 000            | 2 211 000  | 39,6        | 138                     | 79                | 59                | 6340                   |         | 128       | 257         | 26        |
| 2016  | 567 648            | 1 443 000  | 39,3        | 141                     | 92                | 49                | 4025                   |         | 145       | 252         | 28        |
| 2019  | 650 184            | 1 460 510  | 44,5        | 161                     | 99                | 62                | 4038                   |         | 154       | 292         | 28        |
| 2021  | 572 519            | 1 499 337  | 38,2        | 183                     | 119               | 64                | 3128                   |         | 155       | 304         | 32        |